# Taxiatosh
Taxiatosh (kyrillisch Тахиатош; karakalpakisch Taqıyatas, kyrillisch Тақыятас; russisch Тахиаташ Tachiatasch) ist eine Stadt in der zu Usbekistan gehörenden Autonomen Republik Karakalpakistan.

## Geografische Lage
Die Stadt liegt etwa 10 km südlich der karakalpakischen Hauptstadt Nukus auf 78 m Seehöhe am linken Ufer des Amudarja. Nahe Taxiatosh befinden sich ein Stausee.
Taxiatosh ist eine kreisfreie Stadt. Gemäß der Bevölkerungszählung 1989 hatte Taxiatosh 43.000 Einwohner, einer Berechnung für 2009 zufolge beträgt die Einwohnerzahl 62.100.

## Geschichte
Taxiatosh wurde im Dezember 1950 gegründet. Den Status einer Stadt erlangte Taxiatosh 1953.

## Verkehr
Taxiatosh hat einen Bahnhof an der Bahnstrecke Makat–Turkmenabad, die hier den Amudarja auf einer Brücke überquert. Dort verläuft auch die Grenze zu Turkmenistan.